# Johnny Belinda
Johnny Belinda és una pel·lícula estatunidenca dirigida per Jean Negulesco, estrenada el 1948.

## Argument
La pel·lícula explica la història d'una nena sord-muda, Belinda McDonald, que coneix un jove metge, el Dr. Robert Richardson. El metge s'adona que la noia, encara sorda i muda, demostra una intel·ligència molt viva.
Belinda viu en una granja amb el seu pare, Black McDonald i la seva tia, Aggie McDonald, i té una existència molt solitària i aïllada. Tant el seu pare com la seva tia tenen un cert ressentiment per Belinda, ja que la seva mare va morir en el part.
El Dr. Richardson ensenya Belinda el llenguatge de signes i aviat neix un sentiment molt fort per a la nena.
La secretària del doctor, Stella McCormick, tracta de convèncer-lo per festejar la noia, però aquest s'hi nega.

## Repartiment
- Jane Wyman: Belinda McDonald
- Lew Ayres: Dr. Robert Richardson
- Charles Bickford: Black McDonald
- Agnes Moorehead: Aggie McDonald
- Stephen McNally: Locky McCormick
- Jan Sterling: Stella McCormick
- Rosalind Ivan: Mrs. Poggety
- Dan Seymour: Pacquet
- Mabel Paige: Mrs. Lutz
- Ida Moore: Mrs. McKee
- Alan Napier: Advocat de la defensa

## Premis i nominacions

### Premis
- 1949. Oscar a la millor actriu per Jane Wyman
- 1949. Globus d'Or a la millor pel·lícula dramàtica
- 1949. Globus d'Or a la millor actriu dramàtica per Jane Wyman

### Nominacions
- 1949. Oscar a la millor pel·lícula
- 1949. Oscar al millor director per Jean Negulesco
- 1949. Oscar al millor actor per Lew Ayres
- 1949. Oscar al millor actor secundari per Charles Bickford
- 1949. Oscar a la millor actriu secundària per Agnes Moorehead
- 1949. Oscar al millor guió original per Irma von Cube i Allen Vincent
- 1949. Oscar a la millor fotografia per Ted D. McCord
- 1949. Oscar a la millor direcció artística per Robert M. Haas i William Wallace
- 1949. Oscar al millor muntatge per David Weisbart
- 1949. Oscar a la millor banda sonora per Max Steiner
- 1949. Oscar al millor so
- 1949. Lleó d'Or

## Galeria

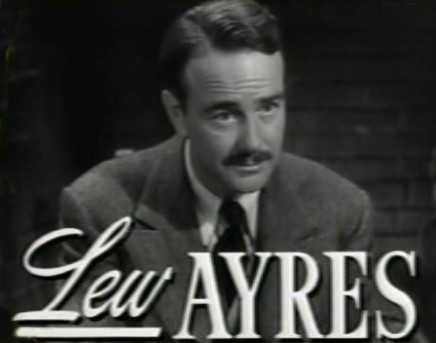
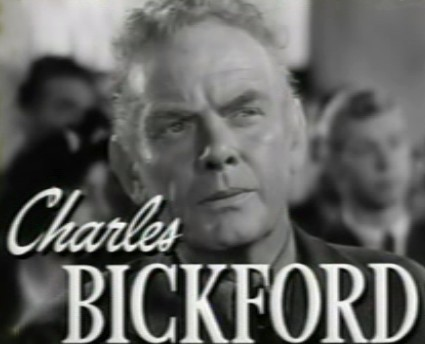
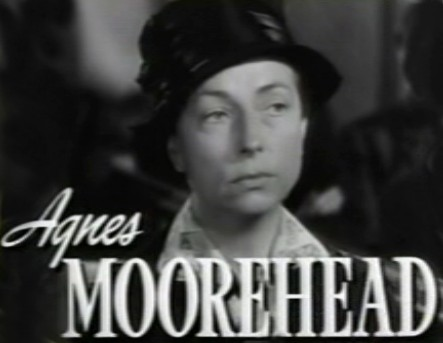